# 陈官营战斗
陈官营战斗，1943年10月临东战役中发生的一场战斗，交战双方是中国共产党冀南军区和临清、高唐、博平的日伪军，冀南军区七分区政委肖永智、四分区政治部主任袁鸿化等牺牲。

## 历史背景
1943年，中国共产党冀南军区在遭受侵华日军大扫荡后，又遭到自然灾害。为摆脱生存困境，冀南军区决定向卫河以东开拓根据地规模。卫河以东的高唐、堂邑、清平、博平等县国民政府和日伪军势力交错杂处，主要城镇除了有日军华北方面军第十二军所属部队和伪治安军驻扎外，还有肖建九和齐子修等国民政府军武装。
1943年10月，冀南军区决定组织临东战役，消灭暗中通敌的肖建九部“顽军”。中共参战部队包括冀南军区四分区十一团，七分区二十二团和基干团，三分区二十三团一部，由四分区司令员雷绍康指挥。其时，七分区政委肖永智已决定去太行山参加中共中央北方局党校学习，并已完成工作交接，但为协助雷绍康指挥，主动提出参与此次战斗，并计划战役结束后再前往党校学习。
1943年10月21日凌晨5时许，临东战役正式爆发，冀南军区参战的4个团分别从温庄、张庄、赵建庄向国民政府军武装展开攻击。直到中午，中共一方的战斗进行得非常顺利，取得大量战果。

## 战斗经过
1943年10月21日下午1时，冀南军区临东战役指挥部驻地陈官营（今属临清市戴湾镇）发现多股日伪军来袭。来犯敌军为临清、高唐和博平的日军广濑旅团和伪军，来军兵分两路从临清和博平方向各有7辆汽车满载敌军开来。日伪军首先在陈官营北庄与冀南军区二十三团二连接战，随后向陈官营合围。雷绍康命分区警卫排到陈官营村东头阻击敌人，掩护电台和人员向南撤退。电台和指挥部人员通过村南运河后，拐到刘垓子以南的白佛寺收拢部队。
七分区政委肖永智和四分区政治部主任袁鸿化同住一个房东家，发现敌情后两人带警卫员到陈官营村西头与七分区基干团汇合，基干团刚刚组建，仅有三个连，装备差战斗力弱，一半人仅装备有长矛枪。两人基干团驻地时，基干团已被冲散，他们立即将溃乱的部队重新组织起来，一边战斗，一边向村南运河撤退。战斗中被再次冲散，两人警卫员顺利抵达白佛寺，向指挥部说明情况。两人率部战斗至黄昏，终因寡不敌众，身中数弹相继牺牲。
1943年10月22日，肖永智、袁鸿化及基干团战士等20多人的尸体在陈官营村西南棉花地里被发现，其中肖永智尸体的衣服甚至都被敌军扒光。

## 纪念
1943年10月，战斗几天后，冀南军区第七分区在朝城丈八寺举行“肖永智同志追悼会”，军分区司、政机关，第二十二团、基干团的干部战士，驻地附近的群众参加，第七分区司令员赵健民致悼词。
1943年11月，冀南军区为纪念肖永智，在馆陶县城以南、卫河以东、冠县西北地区设永智县。1945年日本投降后，冠县县大队的二、四连和永智县县大队的5个连在冠县城内合编为“永智支队”。1945年8月，冠县并入永智县，县政府驻今冠城镇。1945年12月，永智县改称冠县。1946年1月，清平县更名为永智县，1949年8月恢复清平县旧称。
1953年，根据袁鸿化妻子周雅的回忆，以及周雅亲自在丈夫坟前埋下的刻有“鸿化”二字的青砖，找到袁鸿化烈士遗骨，并移葬至河北邯郸的晋冀鲁豫烈士陵园。1956年，肖永智烈士遗骨迁到晋冀鲁豫烈士陵园。莘县丈八鲁西北烈土陵园建有萧永智墓碑。
2014年9月1日，肖永智被中華人民共和國民政部、退役军人事务部公布为“著名抗日英烈”。2017年8月，陈官营北村入选首批“聊城市重点革命老区村”。2020年8月，在陈官营北村“第一书记”、山东省商务厅姚卫东的推动下，建成占地1100平方米的陈官营抗战纪念馆。 2022年12月7日，陈官营抗战烈士事迹陈列馆被临清市人民政府批准为县级烈士纪念设施保护单位。